# Томасси, Джорджия
Джорджия Томасси (итал. Giorgia Tomassi; род. 1970, Неаполь) — итальянская пианистка.
Начала заниматься фортепиано под руководством своей матери, затем окончила Миланскую консерваторию. Совершенствовала своё мастерство в Фортепианной академии в Имоле у Франко Скала. Лауреат ряда национальных и международных конкурсов; вершиной конкурсной карьеры Томасси стала первая премия Международного конкурса имени Артура Рубинштейна в Израиле (1992).
Концертировала в разных странах Европы, а также в США, Бразилии, Чили, Уругвае, Южной Корее, Японии. Выступала в нескольких камерных составах. Многолетняя участница музыкальных фестивалей Марты Аргерих. Записала альбом этюдов Фридерика Шопена и два фортепианных концерта Нино Рота (с оркестром театра Ла Скала под управлением Рикардо Мути); изданы также некоторые концертные записи, в том числе Вариации на тему Паганини Витольда Лютославского для двух фортепиано, исполненные Томасси в дуэте с Аргерих.